# Daniele Garrone
Daniele Garrone (Perosa Argentina, 1954) è un biblista e pastore protestante italiano valdese. È uno dei maggiori esperti dell'Antico Testamento in Italia. Da ottobre 2021 è Presidente della Federazione delle Chiese Evangeliche in Italia (FCEI).

## Biografia

### Studi e ambiti di ricerca
Garrone è cresciuto a Torino dove ha concluso gli studi liceali.
Dal 1974 al 1980 ha studiato teologia alla facoltà valdese di teologia con un anno di intervallo (1978-1979) presso l'Università di Heidelberg.
Dopo la consacrazione al ministero  pastorale, è stato pastore nella Chiesa valdese di Milano e Cinisello Balsamo fino al 1987. Dal 1988 è professore ordinario di Antico Testamento alla facoltà valdese di teologia di cui è stato anche decano dal 2003 al 2010. 
Ha fatto parte del gruppo dei traduttori dell'Antico Testamento in lingua corrente interconfessionale TILC (1976-1984), curando la traduzione di 1 Re e 2 Re, del Cantico dei Cantici e la revisione di: Salmi, Giosuè, Giudici, 1 e 2 Samuele, 1 e 2 Cronache.
È Membro della commissione consultiva per le relazioni ecumeniche della Tavola Valdese e vicepresidente della amicizia ebraico-cristiana di Roma. È stato fino al 2012 presidente della Società biblica in Italia e membro del comitato scientifico di Biblia oltre ad essere consulente di traduzione per i progetti di traduzione letteraria della Bibbia della Società Biblica Britannica e Forestiera. Tra i suoi principali ambiti di ricerca la nuova critica del Pentateuco (in particolare sull'autorizzazione imperiale persiana nella redazione del Pentateuco) e il dialogo ebraico cristiano. 
Tra le principali pubblicazioni, oltre alle traduzioni già citate, "Il poema biblico dell'amore tra uomo e donna. Il cantico dei cantici, introduzione, nuova versione dall'ebraico e note di Daniele Garrone, commento di Helmut Gollwitzer", 2. ed., Torino, Claudiana 2004 e "Il Miserere. Salmo 51", Genova, Marietti 1992.
È stato anche consulente della Lux Vide e della RAI per il colossale progetto Le storie della Bibbia. Ha pubblicato articoli per il settimanale Riforma - L'Eco delle Valli Valdesi.
Garrone è noto per le sue posizioni etiche molto liberali su omosessualità, fine vita, metodi anticoncezionali e ruolo delle donne nella società.

## Vita privata
Garrone è sposato con Maria Bonafede, che è stata moderatore della Tavola Valdese dal 2005 al 2012. Ha un figlio.